# Аркуата дел Тронто
Аркуа̀та дел Тро̀нто (на италиански: Arquata del Tronto) е село и община в Централна Италия, провинция Асколи Пичено, регион Марке. Разположено е на 777 m надморска височина. Населението на общината е 1302 души (към 2011 г.).
В 24 август 2016 г. селото е ударено от силно земетресение с магнитуд 6,2. В Аркуата дел Тронто жервите са 49